# Litoria megalops
Litoria megalops – słabo poznany gatunek płaza bezogonowego z podrodziny Pelodryadinae w rodzinie rzekotkowatych (Hylidae). Jest endemitem indonezyjskiej części Nowej Gwinei.

## Występowanie
Jak wiele innych rzekotkowatych, Litoria megalops jest endemitem. Gatunek znany jest tylko z miejsca typowego położonego w prowincji Papua w Indonezji, u źródeł rzeki Wapogi, na wysokości 1070 metrów nad poziomem morza. Nie można jednak wykluczyć, że płaz zamieszkuje szerszy obszar, na którym po prostu jeszcze nie udało się go spotkać.
Siedlisko, w którym spotykano płaza, to niska roślinność w górskim lesie deszczowym w bliskim otoczeniu strumieni o wartkim, porywistym nurcie.

## Behawior
Większość spotkań z przedstawicielami gatunku miała miejsce w nocy, co wskazywałoby na nocny tryb życia płaza. Znamienne, że nigdy nie spotykano samic, a jedynie osobniki płci męskiej.